# تيري فارلي
تيري فارلي (بالإنجليزية: Terri Farley)‏ هي كاتبة للأطفال وكاتِبة أمريكية، ولدت في 10 مايو 1950 في لوس أنجلوس في الولايات المتحدة.